# TAMDAR
 TAMDAR (Informe de datos meteorológicos aerotransportados troposféricos) es un sistema que monitorea el clima el cual consiste en un sensor atmosférico in situ montado en un avión comercial para la recopilación de datos. TAMDAR colecta información similar a la recopilada por radiosondas transportadas por globos meteorológicos . Fue desarrollado por AirDat LLC, la cual fue adquirida por Panasonic Avionics Corporation en abril de 2013 y continuó funcionando hasta octubre de 2018 bajo el nombre de Panasonic Weather Solutions . Ahora es propiedad de FLYHT Aerospace Solutions Ltd.

## Historia
Respondiendo a una iniciativa gubernamental de seguridad de la aviación a principios de la década de 2000, la NASA, en asociación con la FAA, la NOAA y la industria privada, patrocinó el desarrollo temprano y la evaluación de un sensor atmosférico multifunción in situ patentado para aeronaves. El predecesor de Panasonic Weather Solutions, AirDat (anteriormente ODS de Rapid City, SD), ubicado en Morrisville, Carolina del Norte y Lakewood, Colorado, se fundó en 2003 para desarrollar e implementar el sistema de informes de datos meteorológicos aerotransportados troposféricos (TAMDAR) como un requisito proporcionado por la División de Sistemas Globales (GSD) del Laboratorio de Investigación del Sistema Terrestre (ESRL, por sus siglas en inglés) de la NOAA, la FAA y la Organización Meteorológica Mundial (OMM).
El sensor TAMDAR fue originalmente implementado en diciembre de 2004 en una flota de 63 aviones Saab SF340 operados por Mesaba Airlines en la región de los Grandes Lagos de los Estados Unidos como parte del Experimento de la Flota de los Grandes Lagos (GLFE, por sus siglas en inglés) patrocinado por la NASA. Durante los últimos doce años, el equipo de sensores se ha expandido mucho más allá de los Estados Unidos para poder añadir las partes continentales de Alaska, el Caribe, México, América Central, Europa y Asia. Las aerolíneas que vuelan el sistema incluyen Icelandair, Horizon ( Alaska Air Group), Chautauqua (Republic Airways), Piedmont ( American Airlines ), AeroMéxico, Ravn Alaska, Hageland, PenAir, Silver Airways y Flybe, así como algunos aviones de investigación, incluido el Avión BAe-146 FAAM de la Oficina Meteorológica del Reino Unido . Recientemente, se ha llegado a un acuerdo para poder instalar una aerolínea en el sureste asiático también. El sistema TAMDAR ha estado en funcionamiento continuo desde apertura en diciembre de 2004.
En 2014, comenzó a implementarse la información de TAMDAR en el programa nacional mesonet formado por NOAA y sus socios.
En octubre de 2018, Panasonic Weather Solutions fue adquirida por FLYHT Aerospace Solutions, a la cual se le integró TAMDAR con su paquete de hardware AFIR para aviones (la cual transmite datos en tiempo real mediante conexión satelital).

## Capacidades del sistema
TAMDAR puede proporcionar información como la temperatura, presión, vientos en altura, humedad relativa (HR), formación de hielo, y turbulencia, las cuales son fundamentales tanto para la seguridad de la aviación como para la eficiencia operativa del Sistema Nacional del Espacio Aéreo (NAS) de Estados Unidos y otros sistemas de gestión del espacio aéreo mundial, así como otros entornos operativos que dependen del clima, como el marítimo, la defensa y la energía. También, cada observación incluye coordenadas horizontales y verticales (altitud) derivadas de GPS, así como una marca de tiempo al segundo más cercano. Con un flujo continuo de observaciones, TAMDAR proporciona una resolución espacial y temporal más alta en comparación con la red de radiosonda (RAOB), así como una mejor cobertura geográfica y un conjunto más complejo de datos que el que es enviado a través del Sistema de notificación y direccionamiento de comunicaciones de aeronaves (ACARS), que carece de HR, formación de hielo y turbulencia.
Los sistemas de observación de aire superior normalmente están sujetos a latencia en función de las redes de comunicación utilizadas y el protocolo de garantía de calidad. Las observaciones de TAMDAR generalmente son recibidas, procesadas y controladas en calidad y están disponibles para su distribución o asimilación del modelo en menos de un minuto desde el momento del muestreo. El sensor no requiere la participación de la tripulación de vuelo; funciona automáticamente y las tasas de muestreo y las constantes de calibración se pueden ajustar mediante un comando remoto desde un centro de operaciones con sede en EE. UU. Los sensores TAMDAR transmiten continuamente observaciones atmosféricas a través de una red satelital global en tiempo real a medida que la aeronave asciende, navega y desciende.
El sistema normalmente se instala en fuselajes de ala fija que van desde pequeños sistemas aéreos no tripulados (UAS) hasta aviones anchos de largo alcance como el Boeing 777 o el Airbus A380 . Una vez finalizadas las instalaciones programadas para 2015, se producirán más de 6000 sondeos diarios en América del Norte, Europa y Asia en más de 400 ubicaciones. Se ha hecho hincapié en equipar a los transportistas regionales, ya que estos vuelos tienden a (i) volar a lugares más remotos y diversos y (ii) tener una duración más corta, por lo que producen más perfiles verticales diarios mientras permanecen en la capa límite durante períodos más prolongados.

### Observaciones de formación de hielo
Los datos de formación de hielo de TAMDAR proporcionan los primeros datos de formación de hielo objetivos y de gran volumen disponibles para la industria de las aerolíneas. Los informes sobre hielo normalmente están disponibles a través de informes piloto (PIREP); Si bien son útiles, estos informes subjetivos no brindan precisión y densidad objetivas. Los informes de formación de hielo TAMDAR de alta densidad y en tiempo real proporcionan una distribución espacial y temporal precisa de los peligros de formación de hielo, así como observaciones en tiempo real donde no se produce formación de hielo. Los datos de engelamiento pueden estar disponibles en forma de observación sin procesar, o pueden ser usados para mejorar los pronósticos del modelo de potencial de engelamiento.

### Observaciones de turbulencia
El sensor TAMDAR proporciona observaciones de turbulencia de tasa de disipación de remolinos (EDR) objetivas y de alta resolución. Estos datos se recopilan para mediciones de turbulencia media y máxima, y se pueden clasificar en una escala más fina (7 puntos) que los informes de piloto subjetivos actuales (PIREP), que se informan como ligeros, moderados o severos. El algoritmo de turbulencia EDR es independiente de la configuración de la aeronave y de las condiciones de vuelo, por lo que no depende del tipo de avión, ni de la carga y capacidad de vuelo.
Estos datos de turbulencia in situ de alta densidad en tiempo real se pueden utilizar para alterar las rutas de llegada y salida de vuelos. También se puede asimilar a modelos para mejorar las predicciones de condiciones de turbulencia amenazantes, además de usarse como una herramienta de verificación para pronósticos de turbulencia basados en predicción meteorológica numérica (NWP) de mayor alcance. Al igual que con las observaciones de engelamiento, la utilidad potencial de estos datos en la toma de decisiones de control de tránsito aéreo para evitar y mitigar encuentros con turbulencia severa puede ser significativa.

## Modelos de previsión y validación
La NOAA-GSD, el Centro Nacional de Investigación Atmosférica (NCAR) y varias universidades y agencias gubernamentales han realizado estudios de terceros para verificar la precisión de los datos TAMDAR en comparación con los de los globos meteorológicos y la instrumentación de prueba de aeronaves, así como para cuantificar la Impactos relacionados con TAMDAR en NWP. Los experimentos de negación de datos en curso muestran que la inclusión de datos TAMDAR puede mejorar significativamente la precisión del modelo de pronóstico con las mayores ganancias obtenidas durante eventos climáticos más dinámicos y severos.
Las observaciones del aire superior son el conjunto de datos más importante que impulsa un modelo de pronóstico. La precisión del pronóstico regional a escala fina depende de una representación del flujo atmosférico, la humedad y los patrones de olas de nivel medio y alto. Si estas características se analizan adecuadamente durante el período de inicialización del modelo, se obtendrá un pronóstico preciso. Se ha demostrado que los datos de TAMDAR aumentan la precisión de los pronósticos en los EE. UU. del 30 al 50 por ciento para un promedio mensual, incluso para modelos 3D-Var (GSI).
La FAA financió un estudio de impacto TAMDAR de cuatro años que terminó en enero de 2009. El estudio fue realizado por la División de Sistemas Globales (GSD) de la NOAA en virtud de un contrato de la FAA para determinar los beneficios potenciales de incluir datos TAMDAR en el modelo 3D-Var Rapid Update Cycle (RUC), que era el actual modelo operativo centrado en la aviación. por los Centros Nacionales de Predicción Ambiental (NCEP). Se ejecutaron dos versiones paralelas del modelo con el control reteniendo los datos TAMDAR. Los resultados de este estudio concluyeron que se lograron ganancias significativas en las habilidades de pronóstico con la inclusión de los datos a pesar de usar métodos de asimilación 3D-Var. La reducción en el error RMS medio móvil de 30 días promediado en los Estados Unidos contiguos dentro de la capa límite para las variables de estado del modelo fue:
- Hasta un 50 % de reducción en el error de HR
- 35% de reducción en el error de temperatura
- 15% de reducción en el error de viento

Este estudio se realizó usando un modelo 3D-Var en un 13 km (8,1 mi) cuadrícula horizontal. Asimismo, la naturaleza de las estadísticas medias de 30 días diluye el impacto real proporcionado por los datos de mayor resolución de TAMDAR durante eventos climáticos críticos. La ganancia de habilidad pronosticada durante los eventos dinámicos suele ser mucho mayor que lo que se expresa en un promedio mensual que cubre los 48 inferiores. En otras palabras, el aumento en la precisión del modelo es mayor durante eventos climáticos dinámicos donde el tráfico aéreo y otros impactos operativos son mayores.
El pronóstico RT-FDDA-WRF de Panasonic Weather Solutions se ejecuta en un dominio de América del Norte con 4 km (2,5 mi) espaciado de cuadrícula y puede incluir múltiples 1 km (0,6 mi) anidados dominios. Un estudio colaborativo de cuatro años con NCAR que utilizó los mismos datos que en los estudios mencionados anteriormente ha demostrado que la metodología de asimilación FDDA/4D-Var puede casi duplicar la mejora en la habilidad de pronóstico sobre un modelo idéntico que ejecuta una configuración 3D-Var. Los resultados de este estudio se resumen a continuación utilizando las mismas estadísticas de verificación de la media móvil de 30 días que emplea la NOAA. El impacto de TAMDAR usando FDDA/4D-Var tuvo como resultado la:
- Reducción del error de pronóstico de humedad del 74%
- Reducción del error de pronóstico de temperatura del 58%
- Reducción del error de previsión de viento del 63%

La habilidad de pronóstico, como el ejemplo presentado anteriormente, es posible al tener (i) un sistema de observación in situ asinóptico como TAMDAR que transmite observaciones continuas en tiempo real a (ii) un modelo de pronóstico (determinista o probabilístico) que tiene la capacidad de asimilar datos asinópticos en cuatro dimensiones.

### Perfiles T sesgados
Los sensores TAMDAR están configurados actualmente para muestrear a 300 pies (91,4 m) intervalos de ascenso y descenso . Esta resolución se puede ajustar en tiempo real a cualquier intervalo que se desee para el modelo de pronóstico de recepción. La conexión satelital al sensor es una conexión bidireccional, por lo que las tasas de muestreo, las constantes de calibración, las variables y los parámetros, y las frecuencias de informes se pueden cambiar de forma remota desde una ubicación en tierra. La frecuencia de muestreo en crucero se basa en el tiempo. Los sondeos, o perfiles verticales, se construyen a medida que se recibe cada observación. Todos los cálculos de variables basadas en el perfil (p. ej., CAPE, CIN, etc.) se calculan cuando una aeronave entra en crucero o toca tierra. Cuando se selecciona un aeropuerto, se pueden mostrar sondeos sucesivos dentro de una ventana de tiempo determinada. Esto permite al usuario ver la evolución del perfil.